# Houdan (tổng)
Tổng Houdan là một tổng của Pháp, tọa lạc tại tỉnh Yvelines trong vùng Île-de-France của Pháp.

## Phân chia hành chính
Tổng Houdan được chia thành 30 xã:
- Adainville: 824 dân
- Bazainville: 1192 dân
- Boissets: 215 dân
- Bourdonné: 427 dân
- Civry-la-Forêt: 310 dân
- Condé-sur-Vesgre: 1038 dân
- Courgent: 403 dân
- Dammartin-en-Serve, 943 dân
- Dannemarie: 261 dân
- Flins-Neuve-Église: 150 dân
- Gambais: 2064 dân
- Grandchamp: 232 dân
- Gressey: 475 dân
- La Hauteville: 159 dân
- Houdan: 3112 dân
- Longnes: 1360 dân
- Maulette: 712 dân
- Mondreville: 348 dân
- Montchauvet: 254 dân
- Mulcent: 71 dân
- Orgerus: 2245 dân
- Orvilliers: 484 dân
- Osmoy: 316 dân
- Prunay-le-Temple: 301 dân
- Richebourg: 1378 dân
- Saint-Martin-des-Champs: 305 dân
- Septeuil: 2046 dân
- Tacoignières: 956 dân
- Le Tartre-Gaudran: 29 dân
- Tilly: 439 dân